# Campeonato Baiano de Futebol de 2019 - Segunda Divisão
A segunda divisão do Campeonato Baiano de 2019 foi a quinquagésima terceira edição desta competição futebolística organizada pela Federação Bahiana de Futebol (FBF). O torneio, que representa o segundo escalão do estado, foi disputado por seis agremiações entre os dias 9 de março e 26 de maio.
Doce Mel e Olímpia protagonizaram a decisão do torneio. O Olímpia obteve a vitória no primeiro jogo; contudo, o Doce Mel reverteu a desvantagem, conquistou o título e o acesso para a primeira divisão.

## Participantes e regulamento
O regulamento da segunda divisão do Campeonato Baiano de 2019 se manteve praticamente idêntico ao do ano anterior: numa primeira fase, as seis agremiações participantes se enfrentaram por pontos corridos de dois turnos. Após as dez rodadas, os dois primeiros colocados se qualificaram para final - disputada em duas partidas, com o mando de campo da última partida para o clube com melhor campanha.
A Federação Bahiana de Futebol divulgou a tabela em 11 de janeiro de 2019, quando revelou a participação de seis agremiações: Cajazeiras, Canaã, Doce Mel, Galícia, Olímpia e UNIRB.

## Resultados

### Primeira fase
- Fonte: Federação Bahiana de Futebol

### Final
| 19 de maio | Doce Mel  | 1 – 2                     | Olímpia-BA       | Pedro Caetano, Ipiaú                           |
| 15:00      | Adnael 9' | Súmula Boletim financeiro | Jonas 14', 90+2' | Renda: R$ 31.140,00 Árbitro: Diego Pombo Lopez |

| 26 de maio | Olímpia-BA | 0 – 3                     | Doce Mel                              | Pituaçu, Salvador                                            |
| 15:00      |            | Súmula Boletim financeiro | Gustavo 44', 68' (pen) · Andreson 47' | Renda: R$ 22.460,00 Árbitro: Irinaldo Jorge dos Santos Silva |